# Amtsgericht Wetter (Hessen)
Das Amtsgericht Wetter (bis 1867 Justizamt Wetter) war bis 1945 ein Gericht der ordentlichen Gerichtsbarkeit mit Sitz in Wetter (Hessen) im heutigen Landkreis Marburg-Biedenkopf in Mittelhessen.

## Geschichte
Seit dem Mittelalter bestand das Gericht Wetter. Die Rechtsprechung der niederen Gerichtsbarkeit wurde in der Landgrafschaft Hessen-Kassel durch den Amtmann des Amtes Wetter wahrgenommen. Die Neuregelung des Justizwesens im Königreich Westphalen 1807 führte zu der Trennung von Rechtsprechung und Verwaltung. Der Kanton Wetter war nun für die Verwaltung, das Friedensgericht Wetter für die Rechtsprechung zuständig. Das Friedensgericht unterstand dem Distriktgericht Marburg, das für den Distrikt Marburg zuständig war. Mit dem Ende des Königreichs Westphalen im Jahre 1813 wurde die Trennung von Rechtsprechung und Verwaltung rückgängig gemacht und das Kurfürstentum Hessen führte 1814 das Amt Wetter wieder ein. Mit Verordnung vom 29. Juni 1821 wurden in Kurhessen Verwaltung und Justiz getrennt (§ 137). Nun waren Justizämter für die erstinstanzliche Rechtsprechung zuständig, die Verwaltung wurde von Kreisen übernommen (hier der Kreis Marburg, Landkreis erst nach 1930). In Wetter wurde das Justizamt Wetter eingerichtet. Nächsthöhere Instanz war das Obergericht Marburg (seit 1867 unter dem Namen Landgericht Marburg).
Nach der Annexion Kurhessens durch Preußen wurde das Justizamt 1867 zum Preußischen Amtsgericht Wetter. Es war nun dem Kreisgericht Marburg zugeordnet. Auch mit dem Inkrafttreten des Gerichtsverfassungsgesetzes (GVG) 1877 blieb das Amtsgericht bestehen.
Am 14. Juni 1943 musste das Amtsgericht Wetter seine Tätigkeit als selbständiges Gericht einstellen. Es wurde vom 15. Juni 1943 an Zweigstelle des Amtsgerichts Marburg. Am 1. Juli 1946 wurde auch die Zweigstelle geschlossen. Der Bezirk des Amtsgerichts Wetter ging im Bezirk des Amtsgerichts Marburg auf.

## Richter
Folgende Richter wirkten am Gericht:
- Justizbeamter Johann Konrad Theiß (1821–1828)
- Justizbeamter Johann Heinrich Georg Theiß (1828–1847)
- Justizbeamter Georg Wolfram (1849–1853)
- Justizamtmann Georg Collmann (1853–1869) (ab 1867: Amtsrichter)
- Amtsrichter Dorn (1869–1871)
- Amtsrichter von Hagen (1872–1876)
- Amtsrichter Ludwig von Dehn-Rotfelser (1876–1882)
- Amtsrichter Wodick (1882–1890)
- Amtsrichter Born (1890–1895) (ab 1893: Amtsgerichtsrat)
- Amtsrichter Steinhauss (1895–1903)
- Amtsrichter Schreiber (1803–1908)
- Amtsrichter Thormeyer (1908–1920)
- Amtsgerichtsrat Ferdinand Lohrmann (1921–1929)
- Amtsgerichtsrat Wilhelm Rabe (1929–1943)

## Gebäude
Am Obertor und an der Straße nach Goßfelden befanden sich mehrere staatliche Gebäude, in denen unter anderem auch das Justizamt untergebracht war. Das Amtsgefängnis befand sich im Torturm. Im Jahre 1845 mietete die Justizverwaltung Räume im Rathaus und riss die alten Gebäude ab, um dort das neue Gerichtsgebäude zu errichten. Dieses konnte 1848 bezogen werden. Es enthielt neben den Amtsräumen die Dienstwohnung des Richters, das Gefängnis und Nebengebäude (Ställe und Schuppen). Der Bau des Sandsteinhauses kostete 8080 Gulden. Das Gerichtsgebäude wurde nach der Aufhebung des Gerichtes 1976 an einen Privatmann verkauft und wurde danach zu Wohnzwecken genutzt.